# Маречера, Дамбудзо
Дамбудзо Маречера (англ. Dambudzo Marechera, полное имя — Чарльз Уильям Дамбудзо Маречера (англ. Charles William Dambudzo Marechera); 4 июня 1952, Русапе, Южная Родезия — 18 августа 1987, Хараре, Зимбабве) — писатель Зимбабве, писал на английском языке.

## Биография
Сын служанки и служащего в морге. Вырос в бедности и в условиях расовой дискриминации, был крайне неуживчив везде, начиная с семьи. Учился в миссионерской школе в Пенхалонге, под Мутаре, затем с 1972 в Университете Родезии (ныне Университет Зимбабве), откуда его в 1973 отчислили за участие в студенческих беспорядках. По стипендии поступил в 1974 в Новый колледж Оксфордского университета, откуда также был изгнан в 1976 за антисоциальное поведение; университетский психиатр поставил ему диагноз «шизофрения». Жил у друзей, злоупотреблял алкоголем и наркотиками. В 1982 вернулся на родину, где собирались снимать фильм по его первой книге, но рассорился с режиссёром и план не реализовался. Последние пять лет вел бездомное, крайне запущенное существование, жил в сквотах, постоянно пил и недоедал. Скончался от воспаления легких, вызванного последствиями СПИДа.
В отличие от большинства писателей Чёрной Африки старшего поколения и своих современников, которые в основном развивали реалистическую поэтику социально-ангажированной литературы, Маречера явно и даже демонстративно ориентировался на европейский модернизм (Артюр Рембо, Т. С. Элиот), на поэзию американских битников (Аллен Гинзберг). Его биография и творчество носят определенные черты проклятого поэта. Из африканских авторов ему был наиболее близок Кристофер Окигбо.

## Произведения
- Дом голода/ The House of Hunger (1978, книга новелл, получила высокие оценки Дорис Лессинг и Анджелы Картер; премия за дебютную книгу газеты Guardian; многократно переиздана, в настоящее время включена в число 100 лучших африканских книг XX века; нем. пер. 1981, голл. пер. 1988, фр. пер. 1999)
- Чёрное солнце/ Black Sunlight (1980, роман, был запрещен в Зимбабве; впоследствии многократно переиздан; переведен на французский в 2012)
- Mindblast; or, The Definite Buddy (1984, пьесы, проза, стихи, дневники; нем. пер. 1989)
- The Black Insider (1990, роман, переизд. 1992, 1993, 1999, нем. пер. 1993)
- Cemetery of Mind (1992, книга стихов, переизд. 1995, 1999)
- Scrapiron Blues (1994, тексты и наброски последних лет)

## Признание
В 1990-е и 2000-е годы поэзия и проза Маречеры не раз переизданы, переведены на многие языки, его фигура стала эмблематической для молодых поколений, наследие привлекает живое внимание публики и критики.
На русский язык стихи Маречеры переводил Дмитрий Кузьмин.